# Romanka
Romanka je hora v polské části Oravských Beskyd (Beskid Żywiecki). Vrchol se tyčí do výšky 1366 m n. m., asi 13 km jižně od polského města Żywiec a 3,5 km severozápadně od polsko-slovenské hranice.

## Přístup
Romanka byla jedním z prvních vrcholů Oravských Beskyd navštěvovaných turisty. V letech 1894-1899 vyznačili členové německé turistické organizace Beskidenverein cestu z obce Jeleśnia přes Romanku do obce Węgierska Górka a v roce 1914 postavili pod Romankou lyžařskou chatu, která ale byla po druhé světové válce rozebrána.
Na vrchol vedou 3 značené cesty (žlutá od jihu a modrá od jihozápadu a severovýchodu), samotný vrchol je zalesněný a neposkytuje žádné výhledy.

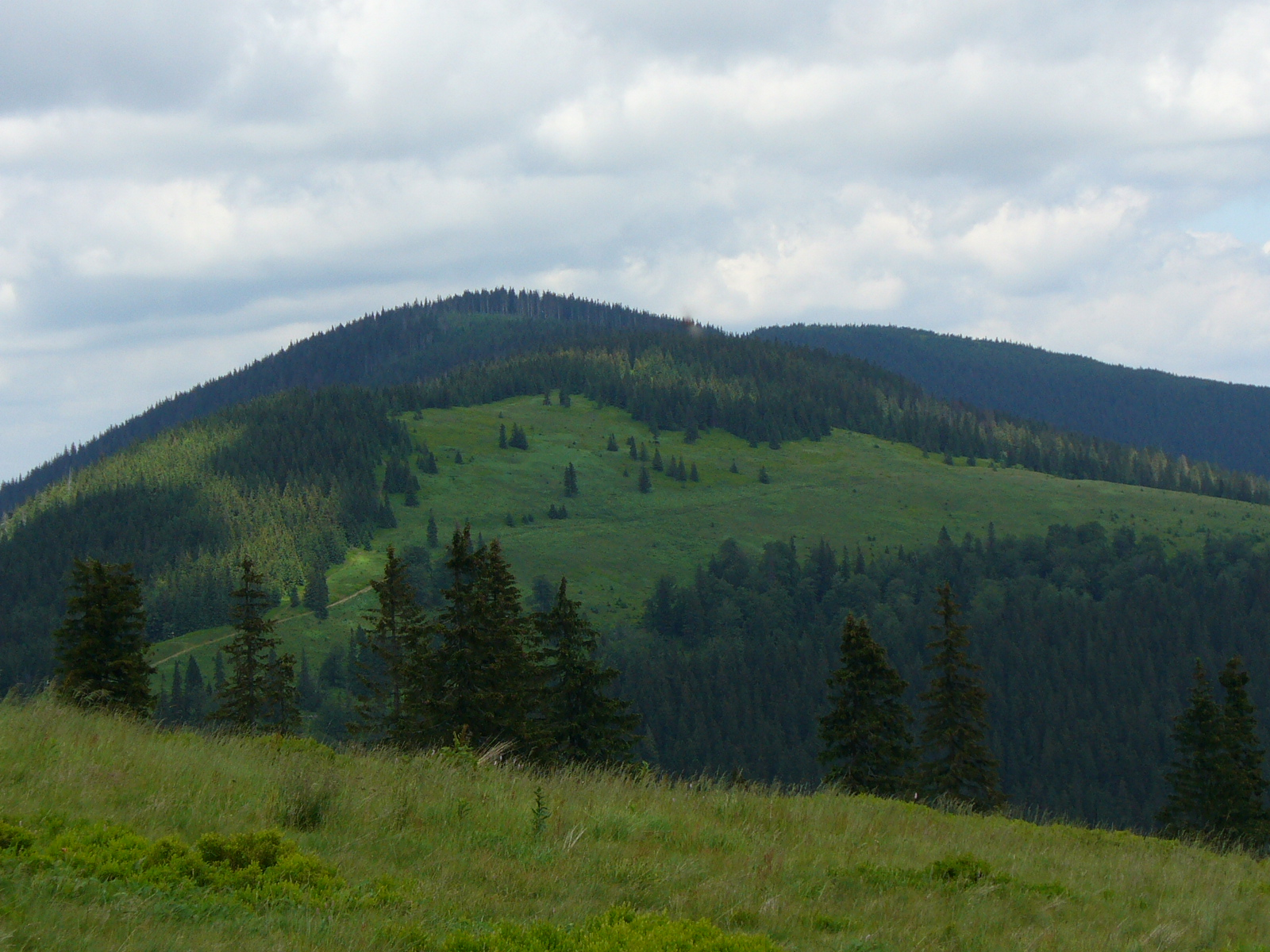
Romanka z jihu